# 約克鎮戰役 (1862年)
約克鎮戰役（英語：Siege of Yorktown）於1862年4月5日至5月4日發生在維吉尼亞的約克縣，是南北戰爭中北軍為奪得維吉尼亞半島而發動的一場戰役，稱為半島會戰。
北軍軍官麥克萊倫率146,000大軍向里奇蒙推進時，於約克鎮遇到11,000南軍，估計約克鎮之戰導致482人傷亡，但雙方都不是勝利者。而聯邦則繼續向維吉尼亞半島的里奇蒙前進。
北軍傷亡人數為182；南軍則有300人。

## 註腳
1. ↑  Sears, p. 24.
2. ↑  Salmon, p. 76.
3. 1 2  Kennedy, p. 90.